# Raus aus dem Haus – Living the American Dream
Raus aus dem Haus – Living the American Dream (Originaltitel: American Dreamer) ist eine US-amerikanische Tragikomödie von Paul Dektor. In den Hauptrollen sind Peter Dinklage, Shirley MacLaine, Kimberly Quinn, Danny Pudi, Matt Dillon und Danny Glover zu sehen. Premiere hatte der Film am 11. Juni 2022 beim Tribeca Film Festival. In Deutschland erschien er am 30. Januar 2025 direkt auf DVD.

## Handlung
Dr. Phil Loder führt ein müßiges Leben als unterbezahlter Hilfsdozent für Wirtschaftswissenschaften. Sein großer Traum ist ein eigenes Haus zu besitzen, doch für die meist millionenschweren Villen in seiner Umgebung fehlen ihm die finanziellen Mittel. Eines Tages stößt er zufällig auf eine Anzeige, in der eine ältere Dame ein 5-Million teures Anwesen für nur 240.000 Dollar anbietet. Zwei Bedingungen gilt es zu erfüllen: Die bisherige Besitzerin erhält Wohnrecht auf Lebenszeit und der Käufer wohnt solange in der heruntergekommenen Anliegerwohnung.
Verlockt von seinen Träumen und im Glauben, die bisherige Besitzerin sei gebrechlich und ohne Angehörige, nimmt Loder das Angebot an. Dabei wird er bestärkt von seinem Kumpel Dell, einem Immobilienmakler, den die Witwe Astrid um den Finger gewickelt hat.
Die Ernüchterung folgt auf dem Fuß. Die Anliegerwohnung, in die Loder einzieht, ist arg renovierungsbedürftig. Alle Kosten dafür muss er, laut Vertrag, selbst übernehmen. Hinzu kommt, dass Astrid keineswegs im Rollstuhl sitzt, sondern sie sich bester Gesundheit erfreut und scheinbar eine unübersichtliche Zahl von Kindern vorhanden ist. Eines dieser Kinder, die Juristin Maggie, macht Loder bei ihrer ersten Begegnung unmissverständlich klar, dass ihm das Haus nie gehören werde. Der Vertrag würde angefochten und hätte vor Gericht kaum Bestand.
Für Loder, der sein ganzes Erspartes in das Haus gesteckt hat, bricht eine Welt zusammen. Auch die ständigen Seitenhiebe der Hausherrin setzen ihm zu, obwohl er die forsche Lady gleichsam liebgewinnt. Weil er in seiner Verzweiflung zahlreiche Grenzen überschreitet, wird er von der Universität gefeuert und steht vor dem Nichts.
Dessen ungeachtet bandelt er mit der attraktiven Maggie an, die ihm immerhin eine kleine Abfindung in Aussicht stellt. Aus Mangel an Alternativen stimmt er zu. Als Astrid unerwartet verstirbt, muss Loder kurzfristig seine Wohnung räumen. Schon im Möbelwagen fährt er zufällig an der Trauerfeier für Astrid vorbei und beschließt spontan, daran teilzunehmen. Dabei kommt heraus, dass Astrid auf ihrem Gelände jährlich Sommercamps für Kinder von Migranten und Bedürftige veranstaltet hat, die sie bis ins Erwachsenenalter als eine Mutterfigur ansehen.
Loder sieht bei der Feier auch Maggie. Zwischen ihnen wird kein Wort gesprochen, aber das ist auch nicht nötig. Loder wird der neue Hausbesitzer. Der Vertrag mit Astrid hat Bestand, da keine leiblichen Kinder oder Anverwandte vorliegen. Er gestattet aber Astrids „Kindern“ weiterhin das Gelände im Sinne der Verstorbenen zu nutzen. Am Ende des Films schlägt Loder alle Angebote von Dell aus, das Anwesen mit großem Gewinn zu verkaufen.